# Episodi di New York New York (terza stagione)
La terza stagione della serie televisiva New York New York è andata in onda negli Stati Uniti dal 19 marzo 1984 al 14 maggio 1984 sulla rete CBS.
| nº | Titolo originale  | Titolo italiano          | Prima TV USA   | Prima TV Italia |
| -- | ----------------- | ------------------------ | -------------- | --------------- |
| 1  | Matinee           | Le signore del mercoledì | 19 marzo 1984  |                 |
| 2  | A killer's dozen  | Rose rosso sangue        | 26 marzo 1984  |                 |
| 3  | Victimless crime  | Il nemico dei cani       | 16 aprile 1984 |                 |
| 4  | The bounty hunter | Il cacciatore di taglie  | 23 aprile 1984 |                 |
| 5  | Baby Broker       | Istinto materno          | 30 aprile 1984 |                 |
| 6  | Partners          | Fatte su misura          | 7 maggio 1984  |                 |
| 7  | Choices           | Testimone d'accusa       | 14 maggio 1984 |                 |

## Le signore del mercoledì
- Titolo originale: Matinee
- Diretto da: Karen Arthur
- Scritto da: Chris Abbott

### Trama
“Che tu potessi lasciare in prigione nostro figlio senza muovere un dito non lo avrei mai immaginato!”
Richard White si presenta al distretto per denunciare la scomparsa della moglie Helen. Era uscita mercoledì sera con due amiche per andare a teatro poi non è più rientrata. Quando viene trovato il cadavere di Helen in una stanza d'albergo, Chris e Mary Beth parlano con le due amiche della donna. Scoprono che ogni mercoledì, dietro la copertura del teatro, frequentavano il locale di spogliarellisti “Male room” in cerca di emozioni e avventure. Il signor White consegna quindi a Cagney e Lacey una busta che gli è stata spedita contenente diverse foto compromettenti della moglie in compagnia dell'amante e una lettera firmata Marchese De Sade. Le due agenti credono di individuare in uno spogliarellista del locale “Male room” il loro uomo, ma solo grazie ad un'intuizione di La Guardia riescono a risalire al vero colpevole. Il tenente Samuels è alle prese con l'arresto del figlio David, sorpreso da Isbecki a rubare un'auto. Samuels è durissimo con David tanto da aggredirlo davanti ai suoi colleghi, ma l'occasione gli è utile per riflettere sulle sue mancanze come genitore. Chris, a sua volta, a causa delle indagini, si trova a frequentare il quartiere residenziale in cui è cresciuta con la madre ed il fratello.

## Rose rosso sangue
- Titolo originale: A killer's dozen
- Diretto da: John Patterson
- Scritto da: Peter Lefcourt

### Trama
"Avevo giurato che non avrei più indossato questa roba nemmeno per Carnevale!"
A causa di uno sciopero degli agenti in uniforme per il rinnovo del contratto di lavoro, tutta la squadra del 14º distretto deve ritornare a pattugliare le strade in divisa. Chi non rispetta questa clausola del contratto rischia di perdere il distintivo e parte dei premi accumulati. Samuels ricorda ai suoi agenti che, date le delicate circostanze, la parola d'ordine è visibilità. Bisogna stare per le strade il più possibile per rassicurare i cittadini. Petrie si finge malato per aderire allo sciopero. Cagney e Lacey sono altresì alle prese con un maniaco seriale che strangola giovani donne lasciando sul luogo del delitto una rosa rossa. Samuels le informa che il caso è stato affidato ad una task force speciale guidata dal Detective Crespi. Cagney è visibilmente irritata, soprattutto alla luce dell'atteggiamento presuntuoso e di sufficienza nei suoi confronti da parte di Crespi. Con la collega però decide di continuare per conto proprio le indagini. 

## Il nemico dei cani
- Titolo originale: Victimless crime
- Diretto da: James Frawley
- Scritto da: Peter Lefcourt

### Trama
“Sarà un po' dura perché non fanno molti primi piani sulle facce!”
Mentre Isbecki è impegnato nella ricerca di un uomo che, senza motivo, spara ai cani della città, Cagney e Lacey entrano in contatto con il mondo del cinema a luci rosse. La morte di un giovane attore di un film porno le porta sulle tracce di Linda Mack, compagna di set della vittima. La donna però rifiuta di collaborare. L'indagine mette in risalto la differente prospettiva morale, ma anche lavorativa, di Chris e Mary Beth. Quest'ultima è alle prese altresì con l'insistente corteggiamento dell'ispettore francese Yves Benoit, intento ad osservarla in distretto, in quanto coinvolto in un progetto di cooperazione e collaborazione internazionale tra Washington e Parigi. Mary Beth è visibilmente lusingata dalle avances di Benoit.

## Il cacciatore di taglie
- Titolo originale: The bounty hunter
- Diretto da: Bill Duke
- Scritto da: Steve Brown

### Trama
“Il mio lavoro non si fa con le pistole ad acqua.”
Cagney e Lacey devono arrestare Springer, responsabile di una rapina ad un furgone blindato. Sulle tracce del criminale c'è anche Michael Magruder, celebre cacciatore di taglie, capace, con i suoi metodi spicci e disinvolti, di anticipare ogni mossa della polizia. L'agire di Magruder, deciso a riportare Springer in Michigan per intascare 50.000 dollari, innervosisce parecchio Chris e questo crea non poche discussioni con la collega di lavoro Mary Beth, la quale, a sua volta, scopre con disappunto che il figlio minore Michael ha gravi problemi di lettura.
- Guest star: Brian Dennehy (Michael Magruder)

## Istinto materno
- Titolo originale: Baby broker
- Diretto da: John Patterson
- Scritto da: Terry Louise Fisher

### Trama
“Mi ascolti, dovrà darle più di un nome. Io spero che sappia farlo.”
Una bimba di pochi mesi, completamente sorda, viene affidata dalla madre alle cure dell'ospedale St. Joseph. Della donna si sono perse le tracce. Mary Beth, nonostante le perplessità di Chris e Samuels, ottiene dai servizi sociali l'affidamento per un paio di settimane della piccola. Con Harvey discute della possibilità di avere un terzo figlio. Nel corso delle indagini, si scopre che la bimba è stata adottata, ma non legalmente. È stata infatti acquistata per 35.000 dollari. Chris deve fingersi mamma incinta ed indigente per smascherare uno sporco traffico di neonati.

## Fatte su misura
- Titolo originale: Partners
- Diretto da: Joel Oliansky
- Scritto da: Patricia Green

### Trama
"Io sono stata esattamente come te: ossessiva e implacabile!"
Mentre insegue un rapinatore, Chris rimane ferita gravemente. Mary Beth si sente in colpa perché ha lasciato sola la collega, al momento della sparatoria: durante l'inseguimento, infatti, è inciampata. Samuels affida inizialmente il caso a Isbecki, poi, su insistenza di Lacey, decisa a trovare l'uomo che ha sparato a Chris, le consente di proseguire le indagini, affiancata da Steve Bennett, un agente dell'ottavo distretto, prossimo alla pensione. I rapporti con Bennett non sono facilissimi, perché l'uomo, agli occhi di Mary Beth è fin troppo cauto e pigro, ma Samuels ricorda a Lacey che tocca a lei spronare il collega, ora che non c'è Cagney al suo fianco.

## Testimone d'accusa
- Titolo originale: Choices
- Diretto da: Karen Arthur
- Scritto da: Terry Louise Fisher

### Trama
“Non voglio che mi si dica che non posso avere qualcosa. Non lo trovo giusto. Gli uomini possono scegliere. A 70 anni, se vogliono, possono ancora farsi una famiglia. Per quale motivo io dovrei decidere adesso!”
L'anziano signor Poulianakis, unico e fondamentale testimone in un processo relativo ad un caso su cui Chris e Mary Beth hanno indagato mesi prima, muore. Senza la sua deposizione, l'accusato, un losco imprenditore che specula sui suoi fabbricati diroccati, sarà rilasciato. Le due agenti tentano di convincere l'anziana e spaventata signora Skimmons a testimoniare in tribunale per evitare che il caso venga archiviato in via definitiva. Chris ha un ritardo di due settimane e sospetta di essere incinta.